# Banský Studenec
Banský Studenec (bis 1948 slowakisch „Kolpachy“; deutsch Ko[h]lbach oder Goldbach, ungarisch Tópatak – bis 1892 Kolpach) ist eine kleine Gemeinde im Okres Banská Štiavnica (Banskobystrický kraj) in der Mitte der Slowakei, mit 461 Einwohnern (Stand 31. Dezember 2024).
Die Gemeinde liegt im östlichen Teil der Schemnitzer Berge am Bach Jasenica, acht Kilometer östlich von Banská Štiavnica. Im Gemeindegebiet liegen zwei tajchy („Stauseen“) – Veľký kolpašský tajch und Malý kolpašský tajch.
Der Ort wurde zum ersten Mal 1266 als Kulpach schriftlich erwähnt. Er gehörte im 14. Jahrhundert zur Stadt Schemnitz. Neben dem Bergbau waren die Einwohner auch in Kohlebrennerei, Forstwirtschaft und Metallurgie tätig. Bei seinem Höhepunkt hatte der Ort 1200 Einwohner, nach der weitgehenden Stilllegung der Bergwerke im frühen 19. Jahrhundert ist die Einwohnerzahl stark zurückgegangen. 1828 hatte der Ort 66 Häuser und 398 Einwohner.
In Banský Studenec befindet sich eine barocke römisch-katholische Kirche aus den Jahren 1743–45 sowie ein Holzglockenturm aus dem frühen 19. Jahrhundert.

## Bevölkerung
| Jahr                | 1994 | 2004    | 2014    | 2024    |
| ------------------- | ---- | ------- | ------- | ------- |
| Anzahl der Personen | 465  | 469     | 463     | 461     |
| Unterschied         |      | +0,86 % | −1,27 % | −0,43 % |

| Jahr                | 2023 | 2024 |
| ------------------- | ---- | ---- |
| Anzahl der Personen | 461  | 461  |
| Unterschied         |      | +0 % |